# Dominique Horwitz
Dominique Horwitz (ur. 23 kwietnia 1957 w Paryżu) – niemiecki aktor.

## Filmografia
- David (1979) jako Leo
- Die Männer vom K3 – Spiel über zwei Banden (1988)
- Tatort – Schmutzarbeit  (1989)
- Tranzyt (Transit, 1991)
- Tajemnica trzynastego wagonu (The Secret of Coach 13, 1993) jako Walentin
- Wielki Bellheim (Der Große Bellheim, 1993) jako Charly
- Stalingrad (1993) jako Obergefreiter
- Ein Tödliches Verhältnis (1998) jako Ben
- Przed burzą (Sturmzeit, 1999) jako Benjamin
- Śmierć nadchodzi w ciszy (Der Tod in deinen Augen, 1999) jako Leo Lohmann
- Kształty nocy (Nachtgestalten, 1999) jako Victor
- Ani pociągów, ani samolotów (No trains no planes, 1999) jako Klaus
- Polizeiruf 110 – Mörderkind (1999) jako Tierarzt
- Bonhoeffer, sługa boży (Bonhoeffer: Agent Of Grace, 2000) jako Gerhard Leibholz
- Gorzki sekret (Enthüllung einer Ehe, 2000) jako Roman
- Stubbe – Von Fall zu Fall: Baby-Deal (2000) jako Kovacz
- Heidi M. (2001) jako Franz
- Liebesschuld (TV, 2001) jako Stefan
- Tatort – Schatten (2002) jako Sören Feldmann
- Verrückt nach Paris (2002) jako Enno
- Sams in Gefahr (2003) jako Fitzgerald Daume
- Ślepaki (Die Blindgänger, 2004) jako Pan Karl
- Błękitna granica (Die Blaue Grenze, 2005)
- Shooting Dogs (2005) jako Kapitan Charles Delon
- Strajk (Strajk – Die Heldin von Danzig, 2006) jako Kazimierz

W 1990 r. zagrał diabła w spektaklu muzycznym Roberta Wilsona „The Black Rider, the casting of the magic bullets”.